# Yevhen Rudakov
Yevgeniy Vasilievich Rudakov (Moscou, 2 de janeiro de 1942 - 21 de dezembro de 2011) foi um futebolista soviético, que atuava como goleiro.

## Carreira
Yevhen Rudakov fez parte do elenco da Seleção Soviética de Futebol, da Euro de 1968 e 1972.